# 徳江県
徳江県（とくこう-けん）は中華人民共和国貴州省銅仁市に位置する県。

## 特産品
漢方薬に使用するオニノヤガラ（天麻）を産する。

## 行政区画
下部に3街道、11鎮、8民族郷を管轄する。
- 街道
  - 青竜街道、玉水街道、安化街道
- 鎮
  - 煎茶鎮、潮砥鎮、楓香渓鎮、穏坪鎮、復興鎮、合興鎮、高山鎮、泉口鎮、長堡鎮、共和鎮、平原鎮
- 民族郷
  - 荊角トゥチャ族郷、堰塘トゥチャ族郷、竜泉トゥチャ族郷、銭家トゥチャ族郷、沙渓トゥチャ族郷、楠杆トゥチャ族郷、長豊トゥチャ族郷、桶井トゥチャ族郷

## 交通

### 道路
- 高速道路
  - 杭瑞高速道路
  - S25 沿榕高速道路
- 国道
  - G326国道